# Le Coq enchaîné (Paris)
Pour les articles homonymes, voir Le Coq enchaîné.
Le Coq enchaîné est le titre adopté par un journal clandestin français, publié à Paris, sous l'occupation allemande, pendant la Seconde Guerre mondiale.
C'est le journal des "Bataillons de la Mort", fondés par un médecin dentiste, Dubois, par un ancien des services spéciaux et par un masseur aveugle de guerre, Bouet. Les bataillons sont organisés en groupes de dix hommes désignés par le nom d'un quartier de Paris. Un chef militaire, le général Basse. L'effectif compte un futur Compagnon de la Libération, Stéphane Piobetta.
Les bataillons publient 14 juillet qui n'aura qu'un seul numéro, puis Le Coq enchaîné, sous-titré organe du gouvernement libre de Paris, dont le no 1 paraît le 1er septembre 1941.
Fabriqué par l'imprimerie-usine Desfossés-Néogravure, rue Fondary, Le Coq enchaîné paraît une ou deux fois par mois, jusqu'en mai 1942, période où les dirigeants des bataillons sont arrêtés et déportés.